# Pietro Genovesi
Pietro Genovesi   (Bolonya, 27 de juny de 1902 - Bolonya, 5 d'agost de 1980) fou un futbolista italià, que jugava com a migcampista, que va competir entre les dècades de 1910 i 1930 i que en retirar-se exercí d'entrenador.
A nivell de clubs jugà principalment al Bologna Football Club, equip amb el qual va guanyar les lligues italianes de 1924-1925 i 1928-1929 i la Copa Mitropa de 1932.
Amb la selecció nacional jugà 10 partits entre 1921 i 1929, en què no marcà cap gol. El 1928 va ser seleccionat per disputar els Jocs Olímpics d'Amsterdam, on l'equip italià guanyà la medalla de bronze en la competició de futbol.